# Толл-Тімберс (округ Сент-Меріс, Меріленд)
Толл-Тімберс (англ. Tall Timbers) — переписна місцевість (CDP) в США, в окрузі Графство Святої Марії штату Меріленд. Населення — 451 особа (2020).

## Географія
Толл-Тімберс розташований за координатами 38°10′11″ пн. ш. 76°32′21″ зх. д. / 38.16972° пн. ш. 76.53917° зх. д. (38.169784, -76.539284).  За даними Бюро перепису населення США в 2010 році переписна місцевість мала площу 3,95 км², з яких 3,57 км² — суходіл та 0,38 км² — водойми.

## Демографія
Згідно з переписом 2010 року, у переписній місцевості мешкали 462 особи в 198 домогосподарствах у складі 146 родин. Густота населення становила 117 осіб/км².  Було 257 помешкань (65/км²).
Расовий склад населення:
| - 93,9 % — білих - 2,6 % — азіатів - 1,1 % — чорних або афроамериканців - 0,2 % — вихідців з тихоокеанських островів - 0,2 % — корінних американців |

До двох чи більше рас належало 1,7 %. Частка іспаномовних становила 4,5 % від усіх жителів.
За віковим діапазоном населення розподілялося таким чином: 17,5 % — особи молодші 18 років, 61,7 % — особи у віці 18—64 років, 20,8 % — особи у віці 65 років та старші. Медіана віку мешканця становила 50,7 року. На 100 осіб жіночої статі у переписній місцевості припадало 102,6 чоловіків;  на 100 жінок у віці від 18 років та старших — 108,2 чоловіків також старших 18 років.
Середній дохід на одне домашнє господарство  становив 173 318 доларів США (медіана — 176 471), а середній дохід на одну сім'ю — 211 179 доларів (медіана — 212 583). Медіана доходів становила 103 750 доларів для чоловіків та 79 444 долари для жінок. 
Цивільне працевлаштоване населення становило 136 осіб. Основні галузі зайнятості: освіта, охорона здоров'я та соціальна допомога — 47,8 %, науковці, спеціалісти, менеджери — 18,4 %, публічна адміністрація — 17,6 %.